# Walter Aston (Politiker)
Walter Otto Aston (* 29. Dezember 1926 in Okahandja) ist ein ehemaliger namibischer Politiker.

## Leben
Aston erlangte 1945 die Matriculation in Swakopmund und 1948 das Diplom am Institute of Secretaries. Beruflich war er als Geschäftsmann und Buchhalter tätig.
Aston war 1967/1968 sowie erneut ab 1985 Bürgermeister seiner Geburtsstadt Okahandja. Ab 1965 war er 29 Jahre lang Stadtratsmitglied in Okahandja und saß anschließend bis mindestens 2007 für die Swakopmund Residents Association in Swakopmund im Stadtrat.
Von 1985 bis 1989 war Aston Mitglied der Nationalversammlung der Übergangsregierung der nationalen Einheit. Danach saß er für die Action Christian National in der Verfassungsgebenden Versammlung Namibias. Anschließend war Aston bis 1995 Abgeordneter in der Nationalversammlung.
Aston ist verheiratet und hat zwei Töchter (Stand 1987). Er spricht Deutsch.